# Laura Luengo
Laura Luengo (* 18. August 1997) ist eine spanische Leichtathletin, die sich auf den Langstreckenlauf spezialisiert hat.

## Sportliche Laufbahn
Erste internationale Erfahrungen sammelte Laura Luengo bei den Crosslauf-Europameisterschaften 2019 in Lissabon, bei denen sie nach 22:40 min auf den 34. Platz im U23-Rennen gelangte. Bei den Crosslauf-Europameisterschaften 2021 in Dublin wurde sie nach 29:09 min 34. im Einzelbewerb und bei den Crosslauf-Weltmeisterschaften 2023 in Bathurst wurde sie nach 36:59 min 39. Im selben Jahr stellte sie in Valencia mit 1:09:41 h einen neuen Landesrekord im Halbmarathon auf und im Jahr darauf gelangte sie bei den Europameisterschaften in Rom mit 1:10:54 h auf Rang zwölf. In der Halbmarathon-Teamwertung sicherte sie sich zudem die Bronzemedaille hinter den Teams aus dem Vereinigten Königreich und Deutschland. Bei den Straßenlauf-Europameisterschaften 2025 in Löwen wurde sie in 32:35 min 20. im 10-km-Straßenlauf.
2023 wurde Luengo spanische Meisterin im Halbmarathon.

## Persönliche Bestzeiten
- 10.000 Meter: 33:45,80 min, 9. April 2022 in Faro
- 10-km-Straßenlauf: 32:20 min, 15. April 2023 in Huelva
- Halbmarathon: 1:08:50 h, 27. Oktober 2024 in Valencia
- Marathon: 2:22:31 h, 1. Dezember 2024 in Valencia